# 高田勇
高田 勇（たかた いさむ、1931年 - 2012年9月23日）は、日本のフランス文学者、翻訳家。明治大学名誉教授。瑞宝中綬章受章(2010年)。

## 経歴
1931年生まれ。明治大学文学部を卒業し、同大学院文学研究科に進学。修士課程を修了。
1955年、母校の明治大学助手に採用された。講師、助教授、教授に昇格し、2002年に定年退任。学界では、日本ロンサール学会会長を2012年まで務めた。1996年、ランス・シャンパーニュ＝アルデンヌ大学より名誉博士号を授与された。2012年9月23日、食道がんのため横浜市内の病院で死去。81歳没。

## 受賞・栄典
- 1986年：『ロンサール詩集』で日本翻訳文化賞を受賞。
- 1997年：フランス政府芸術文化勲章オフィシエ章を受章。
- 2010年：瑞宝中綬章を受章[2]。

## 研究内容・業績
専攻はフランス・ルネサンスの文学で、関連する著書・訳書を多数上梓したほか、フランス語教育に関する著書なども手がけた。

## 著書
共著書
- 『初級フランス語20課』（ソランジュ内藤共著、第三書房） 1969
- 『フランス語12カ月』（内海利朗, 林田遼右共著、大学書林） 1970
- 『フランス語に親しもう』（ピエール・デレウゼ共著、駿河台出版社） 1980
- 『ぼくのフランス便り』（ピエール・デレウゼ共著、朝日出版社） 1987
- 『ノストラダムスとルネサンス』（樺山紘一・村上陽一郎共編、岩波書店） 2000

訳書
- 『中世フランス文学』（V＝L・ソーニエ著、武島栄三（神沢栄三）共訳、白水社、文庫クセジュ） 1958
- 『マジェランの世界一周』（ペイヤール著、筑摩書房） 1963
- 『ルネサンス精神史』（セム・ドレスデン著、平凡社、世界大学選書）1970
  - 再版『ルネサンス精神史』（セム・ドレスデン著、平凡社） 1983年
- 『フランスバロック期の文学』（ジャン・ルーセ著、斎藤磯雄・伊東廣太・小川茂久・神沢栄三・斎藤正直・渋沢孝輔共訳、筑摩叢書） 1971
- 『西欧の芸術1 - ロマネスク』（アンリ・フォション著、神沢栄三他共訳、鹿島出版会、SD選書） 1976 - 1978
- 『西欧の芸術2 - ゴシック』（アンリ・フォション著、神沢栄三他共訳）、鹿島出版会、SD選書） 1976 - 1979
- 『神々は死なず：ルネサンス芸術における異教神』（ジャン・セズネック著、美術出版社） 1977
- 『ネグリチュードとヒューマニズム』（サンゴール著、共訳、岩波書店） 1979
- 『プレイヤード派の詩人たち』（イヴォンヌ・ベランジェ著、伊藤進共訳、白水社、文庫クセジュ） 1981
- 『マヤ文明』（ポール・ジャンドロ著、白水社、文庫クセジュ） 1981.9
- 『新釈ノストラダムス』（ジャン＝シャルル・ド・フォンブリュヌ著、半村良監修、講談社） 1982
- 『ロンサール詩集』（ロンサール著、青土社） 1985
- 『神話の系譜学』（F・L・アトリーほか著、加藤光也ほか共訳、平凡社） 1987
- 『モンテーニュ精神のための祝祭』（イヴォンヌ・ベランジェ著、白水社） 1993
- 『十六世紀フランスのアカデミー』（フランセス・A・イェイツ著、平凡社） 1996
- 『ノストラダムス予言集』（P・ブランダムール校訂、伊藤進共編訳、岩波書店） 1999